# 塩﨑太智
塩﨑 太智（しおざき だいち、2000年9月11日 - ）は、日本の俳優、歌手。ダンスボーカルユニットM!LKのメンバー。
和歌山県和歌山市出身、スターダストプロモーション制作3部所属。「塩崎」と表記されることがあるが、正しくは「塩﨑」である。

## 来歴
母の勧めで事務所のオーディションに参加。ダンスには自信があったが、当時20時に就寝する生活を送っていたため音楽番組を観たことがなく、歌の審査ではそのときに辛うじて知っていた「勇気100％」を披露した。オーディションに合格しスターダストプロモーションに所属。EBiDAN加入後、2014年にM!LKのメンバーになる。
2021年11月24日、M!LKとしてシングルCD『Ribbon』でメジャーデビューした。

## 人物
身長174cm 体重58kg。足のサイズ26cm
趣味は映画鑑賞・音楽鑑賞。特技はアクロバット・ダンス・器械体操。

## 出演

### テレビ番組
- 究極の男は誰だ!?最強スポーツ男子頂上決戦（2022年3月22日、TBS）[6]- 総合8位
- DAN!DAN!EBiDAN!!(テレ東)

### テレビドラマ
- 出会い系サイトで70人と実際に会ってその人に合いそうな本をすすめまくった1年間のこと（2021年2月26日 - 3月26日、WOWOWプライム[注 1]） - 前田 役
- 君との朝食は決めている（2023年3月25日 - 、フジテレビTWO） - 天音 役[7]
  - 口説き文句は決めている（2023年4月12日〈予定〉 - 、ひかりTVチャンネル）[7]
- ガチ恋粘着獣 第3話 - 最終話（2023年4月30日 - 6月11日、朝日放送テレビ） - ネモ 役
- 怪談新耳袋 暗黒「人形村」（2023年8月24日 - 9月14日、BS-TBS・BS-TBS 4K） - セイヤ 役[8][9]
- その着せ替え人形は恋をする（2024年10月9日 - 12月11日、MBS・TBS） - 天野千歳 役[10]
- イグナイト -法の無法者- 第2話（2025年4月25日、TBS） - 飯山直樹 役[11]
- タクミくんシリーズ －Drama－（2025年9月22日 - 〈予定〉、BSフジ・FOD） - 葉山託生 役 ※加藤大悟とW主演[12][13]

### WEBドラマ
- マイルノビッチ（2021年4月2日、Hulu） - 今井 役

### 映画
- Cycle-Cycle（2017年） - 主演
- 3D彼女 リアルガール（2018年9月14日公開、ワーナー・ブラザース映画） - 生徒 役

### 舞台
- 劇団TEAM-ODAC第30回本公演「猫と犬と約束の橙2018-夏」（2018年7月7日 - 16日、全労災ホール/スペース・ゼロ）- 海路 役
- 劇団TEAM-ODAC第31回本公演「浮遊するfitしない者達」（2019年4月10日 - 14日、俳優座劇場）- 加藤晴海 役
- 暁のヨナ～烽火の祈り編～（2019年11月16日 - 23日、EXシアター六本木）[14][15] - キジャ 役
- 劇団TEAM-ODAC第37回本公演【15周年記念公演】「浦安鉄筋家族～子ども大戦争～」（2021年7月10日 - 18日、こくみん共済 coop ホール / スペース・ゼロ）- 土井津仁 役
- 劇団TEAM-ODAC第38回本公演『続・猫と犬と約束の燈〜宝物の手〜』（2023年9月27日 - 10月1日、新国立劇場 小劇場）- 海路 役